# Perlhalstaube

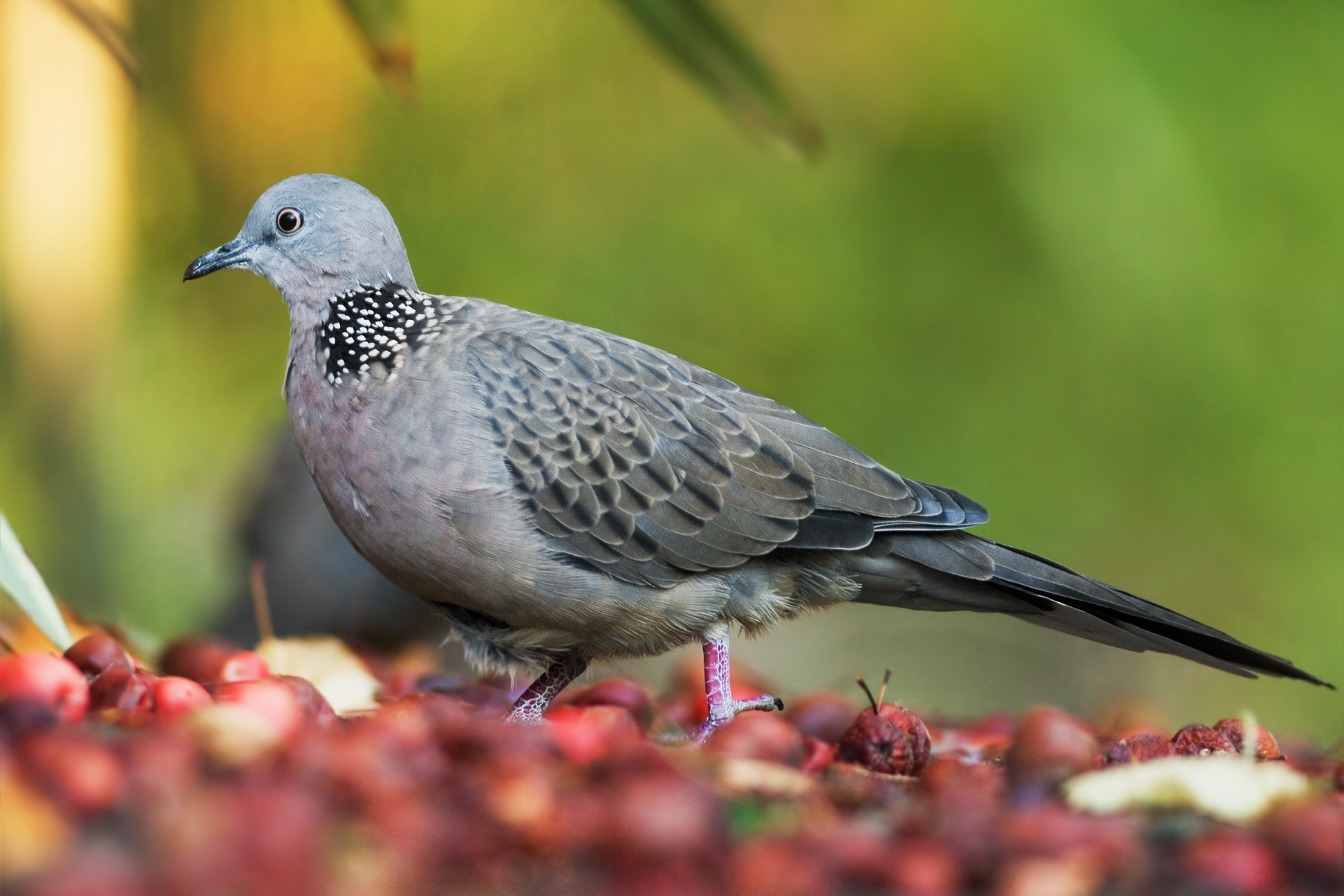
Perlhalstaube, Australien

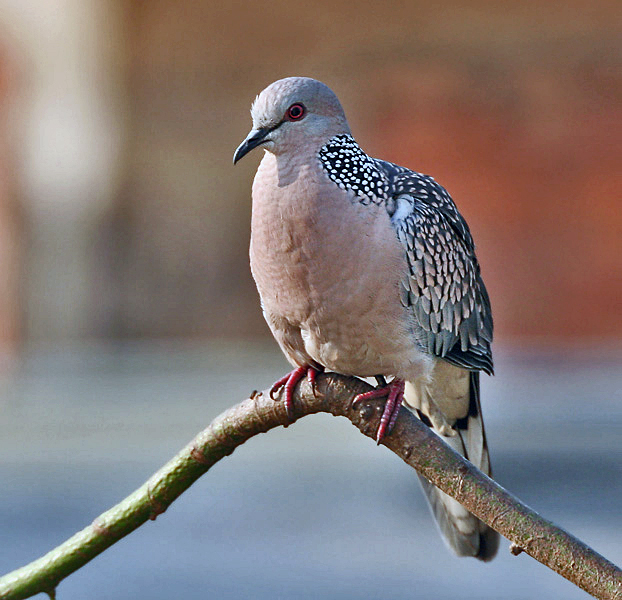
Perlhalstaube in Kolkata, Indien

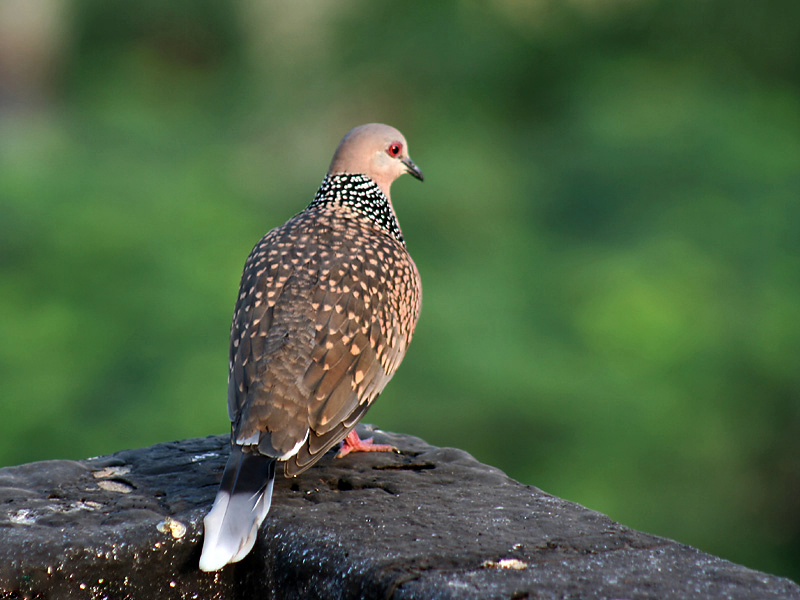
Perlhalstaube in Kolkata, Indien

Die Perlhalstaube (Spilopelia chinensis, Syn.: Streptopelia chinensis), wegen ihres auffälligen Nackenbandes auch Tigerhalstaube oder Gefleckte Perlhalstaube genannt, ist eine mit mehreren Unterarten in Süd- und Südostasien verbreitete Taubenart. In Australien, auf Hawaii und Neuseeland hat sie sich als Neozoon etabliert. 

## Beschreibung
Die Perlhalstaube erreicht eine Körperlänge von 27,5 Zentimetern und wiegt etwa 150 Gramm. Sie ist damit etwa so groß wie eine Lachtaube. Es besteht kein auffälliger Geschlechtsdimorphismus, die Weibchen sind allerdings etwas kleiner als die Männchen.
Verglichen mit der Lachtaube sind die Flügel kürzer und der Schwanz länger. Kopf und Bauch sind hellgrau-rosa, die Stirn ist jedoch etwas aufgehellt und der Hinterkopf matt weinrötlich überlaufen. Rücken, Flügel und Schwanz sind hellbraun und gepunktet. Am Hals befindet sich ein auffälliges und breites dunkles Band mit weißen Punkten. Die Flügeldecken wirken geschuppt, da die einzelnen Federn hellbraun gesäumt sind.

## Verbreitung der einzelnen Unterarten und Lebensraum
Für die Art werden insgesamt sieben Unterarten unterschieden:
- Die Nominatform Spilopelia chinensis besiedelt das östliche China bis Hebei als nördliche Verbreitungsgrenze. Auch die in Taiwan vorkommenden Perlhalstauben werden dieser Unterart zugerechnet. Zum Verbreitungsgebiet gehören auch die beiden chinesischen Provinzen Shaanxi und Sichuan. Eingeführt ist diese Unterart sowohl auf Hawaii als auch in Australien und Neuseeland.
- S. ch. ceylonensis kommt nur auf Sri Lanka vor.
- Die Gefleckte Perlhalstaube (S. ch. suratensis) kommt auf dem indischen Halbkontinent vor
- S. ch. hainana kommt nur auf der Insel Hainan vor.
- S. ch. vacillans ist im südöstlichen Yunnan verbreitet
- S. ch. tigrina kommt in Bangladesh, Burma, auf Malakka, in Laos, Kambodscha, Vietnam, auf Palawan, Kalimantan, Sumatra, Sulawesi, den Inseln der Floressee und den Molukken vor. Im Westen Neuguineas sind Perlhalstauben eingeführt worden, dabei handelt es sich vermutlich um diese Unterart.[3]

Perlhalstauben bewohnen locker bewaldete Gebiete, Waldränder und landwirtschaftliche Nutzflächen mit Baumbestand. Sie hat sich auch urbane Lebensräumen angepasst und kommt in Parkanlagen sowie in Gärten vor.

## Verhalten
Die Perlhalstaube frisst Körner und Samen, andere vegetabile Nahrung und kleine Insekten. Sie ist oft am Boden zu finden, wo sie in Gras- oder Kulturland nach Nahrung sucht. 
Die Perlhalstaube zählt zu den Taubenarten, die Balzflüge zeigen. Das Männchen schwingt sich von einem erhöhten Sitzplatz aus steil in die Luft, lässt dabei als Instrumentallaut ein lautes Flügelklatschen hören und gleitet dann in Spiralen wieder zu seinem Sitzplatz zurück. Zum Balzrepertoire gehören auch hastige Verbeugungen des Männchens gegenüber dem Weibchen, bei dem die auffällige Halszeichnung präsentiert wird. Die Begattung findet grundsätzlich auf einem Ast statt. Das Nest wird in der Regel in einer Höhe von etwa drei bis vier Metern auf Bäumen gebaut. Die Nistgrundlage ist nur locker zusammengefügt. Das Gelege besteht aus zwei Eiern. Die Schalenfarbe ist reinweiß. Die Brutzeit beträgt 14 Tage, die Jungvögel sind nach 16 Tage flügge und mit etwa vier Wochen völlig selbständig.

## Haltung in menschlicher Obhut
Perlhalstauben wurden erstmals 1843 nach Europa eingeführt. Der Londoner Zoo züchtete ab 1874 mit dieser Art. Die erste deutsche Nachzucht erfolgte mit der Unterart S. ch. tigrina im Jahre 1883.
Die attraktiv gefärbten Perlhalstauben gelten als anspruchslose und ausdauernde Volierenvögel, die jedoch nur paarweise gehalten werden sollten. Sie können mit anderen Vogelarten vergesellschaftet werden und werden häufig in Fasanenvolieren gehalten. Sie benötigen zur Überwinterung einen Schutzraum.

## Belege